# Danh sách cầu tại Paris

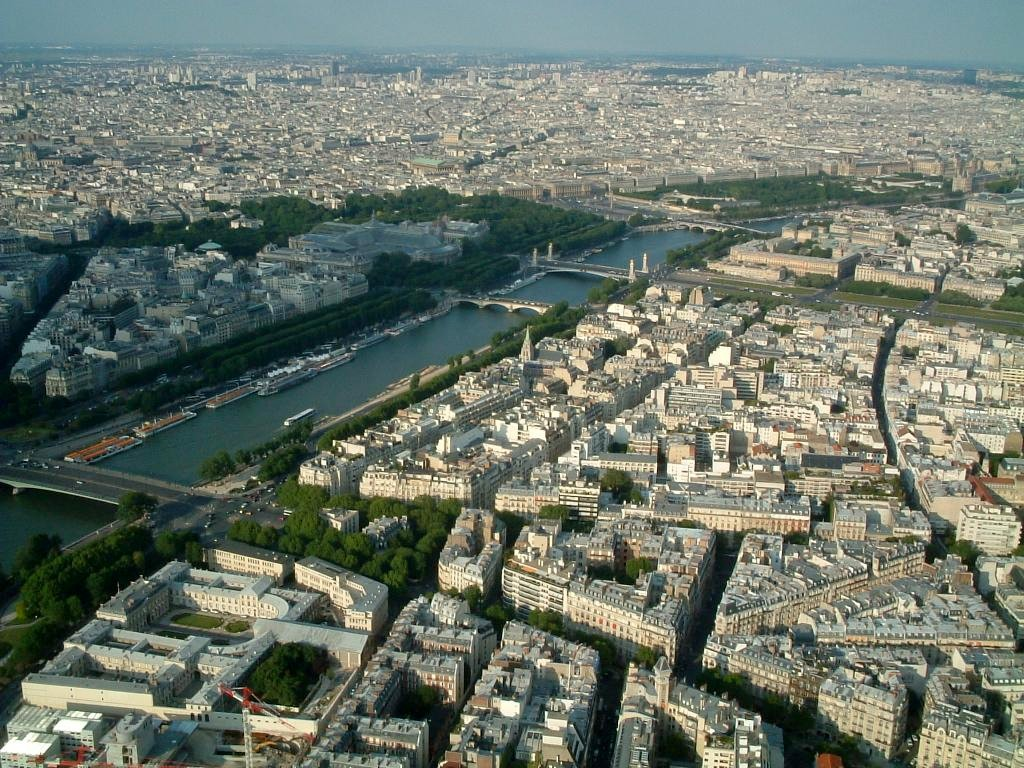
Nhìn từ tháp Eiffel, từ trái sang phải lần lượt là cầu Alma, cầu Invalides, cầu Alexandre-III và cầu Concorde

Thành phố Paris được xây dựng hai bên bờ sông Seine, vì vậy có thể thấy ở đây một số lượng lớn những cây cầu. Trong nội ô thành phố, Paris có 37 cây cầu bắc qua sông Seine, 58 cầu khác ngoài sông Seine, 148 cầu hoặc cầu vượt trên Đại lộ vành đai, 49 cầu nhỏ cho người đi bộ. Trong lịch sử, xuất hiện sớm nhất ở Paris là những cây cầu có nhà xây bên trên. Những nhịp cầu ngắn khi đó là không gian được dành cho các cối xay bột cùng những hoạt động khác. Pont Neuf, công trình được hoàng gia cho xây dựng từ năm 1578, chính là cây cầu đầu tiên không có nhà bên trên. Thế kỷ 19, thành phố được mở rộng, rất nhiều cây cầu mới xuất hiện, cải thiện việc giao thông giữa hai bờ sông. Các nhịp cầu dài thêm và các chất liệu hiện đại dần được sử dụng. Từ đầu thế kỷ cho tới thập niên 1870, 15 cây cầu bắc qua sông Seine được xây dựng, nhiều hơn tổng cộng của tất cả các thế kỷ trước đó. Những thập niên gần đây, Paris vẫn có thêm những cây cầu mới. Cầu Simone-de-Beauvoir, hoàn thành năm 2006, là cây cầu ít tuổi nhất trong số 37 cây cầu bắc qua sông Seine của thành phố.
Bên cạnh chức năng giao thông, các cây cầu của Paris còn là những công trình lịch sử, kiến trúc quan trọng. Toàn bộ những cây cầu từ Sully đến Iéna cùng quần thể kiến trúc hai bên bờ sông Seine đã được Tổ chức Giáo dục, Khoa học và Văn hóa Liên Hợp Quốc công nhận di sản thế giới vào năm 1991.

## Các cây cầu qua sông Seine

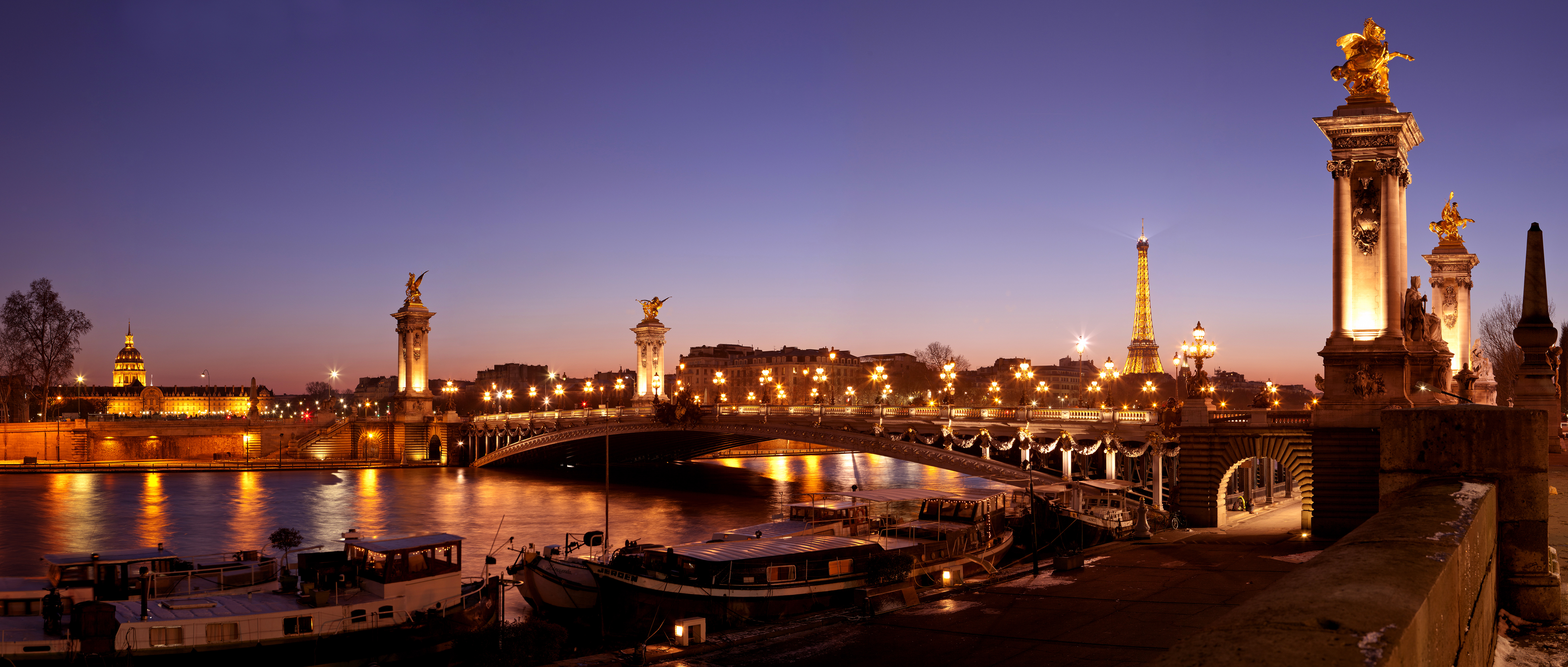
Cầu Alexandre-III

Paris có 37 cây cầu bắc qua sông Seine. Ba trong số đó là những cây cầu nhỏ chỉ dành cho người đi bộ và có hai cây cầu dành cho đường tàu. Đảo Île Saint-Louis giữa sông Seine được nối với bờ nhờ ba cây cầu và tám cây cầu khác bắc từ bờ tới đảo Île de la Cité. Hai hòn đảo này cũng được nối với nhau nhờ cầu Saint-Louis. Danh sách sau xếp theo thứ tự từ thương lưu về hạ lưu sông Seine, bắt đầu từ Pont amont, có nghĩa Cây cầu thượng nguồn, và kết thúc bởi Pont aval, có nghĩa Cây cầu hạ nguồn.

Cầu Pont des Arts

| Tên | Tên                       | Tên                       | Xây dựng lần đầu | Xây dựng gần đây nhất | Dài      | Rộng    | Nguồn gốc tên gọi                                  | Chú thích     |
| --- | ------------------------- | ------------------------- | ---------------- | --------------------- | -------- | ------- | -------------------------------------------------- | ------------- |
|     | Pont amont                | Pont Amont                | 1969             | 1969                  | 270,00 m | 42,00 m | Vị trí thượng nguồn của cầu                        | [ 4 ]         |
|     | Cầu National              | Cầu National              | 1853             | 1944                  | 188,50 m | 34,00 m |                                                    | [ 5 ]         |
|     | Cầu Tolbiac               | Cầu Tolbiac               | 1882             | 1882                  | 168,00 m | 20,00 m | Phố Tolbiac                                        | [ 6 ] [ 7 ]   |
|     | Cầu Simone-de-Beauvoir    | Cầu Simone-de-Beauvoir    | 2006             | 2006                  | 300,00 m | 12,00 m | Triết gia Simone de Beauvoir                       | [ 8 ] [ 9 ]   |
|     | Cầu Bercy                 | Cầu Bercy                 | 1832             | 1991                  | 175,00 m | 40,00 m | Khu phố Bercy                                      | [ 10 ]        |
|     | Cầu Charles-de-Gaulle     | Cầu Charles-de-Gaulle     | 1996             | 1996                  | 207,75 m | 31,60 m | Tướng Charles de Gaulle                            | [ 11 ]        |
|     | Cầu cạn Austerlitz        | Cầu cạn Austerlitz        | 1903             | 1903                  | 140,00 m | 8,60 m  | Trận Austerlitz                                    | [ 12 ]        |
|     | Cầu Austerlitz            | Cầu Austerlitz            | 1807             | 1885                  | 173,80 m | 30,00 m | Trận Austerlitz                                    | [ 12 ]        |
|     | Cầu Sully                 | Cầu Sully                 | 1876             | 1876                  | 256,00 m | 20,00 m | Phố Sully                                          | [ 13 ] [ 14 ] |
|     | Cầu Tournelle             | Cầu Tournelle             | 1620             | 1928                  | 122,00 m | 23,00 m | Lâu đài Tournelle                                  | [ 15 ]        |
|     | Cầu Marie                 | Cầu Marie                 | 1635             | 1670                  | 92,00 m  | 22,60 m | Christophe Marie, kỹ sư xây dựng cầu               | [ 16 ]        |
|     | Cầu Louis-Philippe        | Cầu Louis-Philippe        | 1834             | 1995                  | 100,00 m | 15,20 m | Vua Louis-Philippe                                 | [ 17 ]        |
|     | Cầu Saint-Louis           | Cầu Saint-Louis           | 1630             | 1970                  | 67,00 m  | 16,00 m | Đảo Île Saint-Louis                                | [ 18 ] [ 19 ] |
|     | Cầu Archevêché            | Cầu Archevêché            | 1828             | 1828                  | 67,20 m  | 11,00 m | Tòa tổng giám mục                                  | [ 20 ]        |
|     | Pont au Double            | Pont au Double            | 1626             | 1883                  | 45,00 m  | 20,00 m | Có nghĩa Cây cầu kép                               | [ 21 ] [ 22 ] |
|     | Cầu Arcole                | Cầu Arcole                | 1828             | 1854                  | 80,00 m  | 20,00 m | Tên người cắm cờ trên cầu ngày 28 tháng 7 năm 1830 | [ 23 ] [ 24 ] |
|     | Petit-Pont                | Petit-Pont                | 1185             | 1852                  | 32,00 m  | 20,00 m | Có nghĩa Cây cầu nhỏ                               | [ 25 ]        |
|     | Cầu Notre-Dame            | Cầu Notre-Dame            | 1413             | 1912                  | 105,00 m | 20,00 m | Nhà thờ Đức Bà Paris                               | [ 26 ]        |
|     | Cầu Saint-Michel          | Cầu Saint-Michel          | 1387             | 1857                  | 62,00 m  | 30,00 m | Nhà nguyện Saint-Michel                            | [ 27 ] [ 28 ] |
|     | Pont au Change            | Pont au Change            | 872              | 1860                  | 103,00 m | 30,00 m | Các tiệm đổi tiền trên cầu trước đây               | [ 29 ]        |
|     | Pont Neuf                 | Pont Neuf                 | 1607             | 1890                  | 238,00 m | 20,00 m | Có nghĩa Cây cầu mới                               | [ 30 ]        |
|     | Pont des Arts             | Pont des Arts             | 1804             | 1984                  | 155,00 m | 10,00 m | Palais des Arts, tên cũ của cung điện Louvre       | [ 31 ]        |
|     | Cầu Carrousel             | Cầu Carrousel             | 1834             | 1939                  | 168,00 m | 33,00 m | Quảng trường Carrousel                             | [ 32 ]        |
|     | Pont Royal                | Pont Royal                | 1632             | 1889                  | 133,00 m | 15,80 m | Cung điện hoàng gia Tuileries                      | [ 33 ]        |
|     | Cầu Léopold-Sédar-Senghor | Cầu Léopold-Sédar-Senghor | 1859             | 1999                  | 140,00 m | 15,00 m | Tổng thống Sénégal Léopold Sédar Senghor           | [ 34 ] [ 35 ] |
|     | Cầu Concorde              | Cầu Concorde              | 1791             | 1931                  | 155,00 m | 36,00 m | Quảng trường Concorde                              | [ 36 ]        |
|     | Cầu Alexandre-III         | Cầu Alexandre-III         | 1900             | 1900                  | 160,00 m | 40,00 m | Sa hoàng Aleksandr III của Nga                     | [ 37 ]        |
|     | Cầu Invalides             | Cầu Invalides             | 1829             | 1956                  | 152,00 m | 18,00 m | Điện Invalides                                     | [ 38 ]        |
|     | Cầu Alma                  | Cầu Alma                  | 1856             | 1974                  | 142,50 m | 42,00 m | Trận Alma                                          | [ 39 ] [ 40 ] |
|     | Cầu Debilly               | Cầu Debilly               | 1900             | 1900                  | 120,00 m | 8,00 m  | Tướng Jean Louis Debilly                           | [ 41 ] [ 42 ] |
|     | Cầu Iéna                  | Cầu Iéna                  | 1814             | 1937                  | 155,00 m | 35,00 m | Trận Iéna                                          | [ 43 ]        |
|     | Cầu Bir-Hakeim            | Cầu Bir-Hakeim            | 1905             | 1905                  | 250,00 m | 25,00 m | Trận Bir Hakeim                                    | [ 44 ]        |
|     | Cầu Rouelle               | Cầu Rouelle               | 1900             | 1900                  | 173,00 m | 20,00 m | Quận 15                                            | [ 35 ]        |
|     | Cầu Grenelle              | Cầu Grenelle              | 1827             | 1968                  | 220,00 m | 30,00 m | Khu phố Grenelle                                   | [ 45 ]        |
|     | Cầu Mirabeau              | Cầu Mirabeau              | 1896             | 1896                  | 190,00 m | 20,00 m | Phố Mirabeau                                       | [ 46 ]        |
|     | Cầu Garigliano            | Cầu Garigliano            | 1866             | 1966                  | 209,00 m | 25,00 m | Sông Garigliano, Ý                                 | [ 47 ]        |
|     | Pont aval                 | Pont aval                 | 1968             | 1968                  | 312,50 m | 34,60 m | Vị trí hạ nguồn của cầu                            | [ 48 ]        |

## Các cây cầu qua những dòng kênh
Trên hệ thống kênh của Paris có nhiều cây cầu, một số trong đó dành cho đường giao thông, nhưng chủ yếu dành cho người đi bộ. Nhiều cây cầu có thể nâng hoặc xoay để điều chỉnh lưu lượng nước, khi đó giao thông phải tạm ngừng.

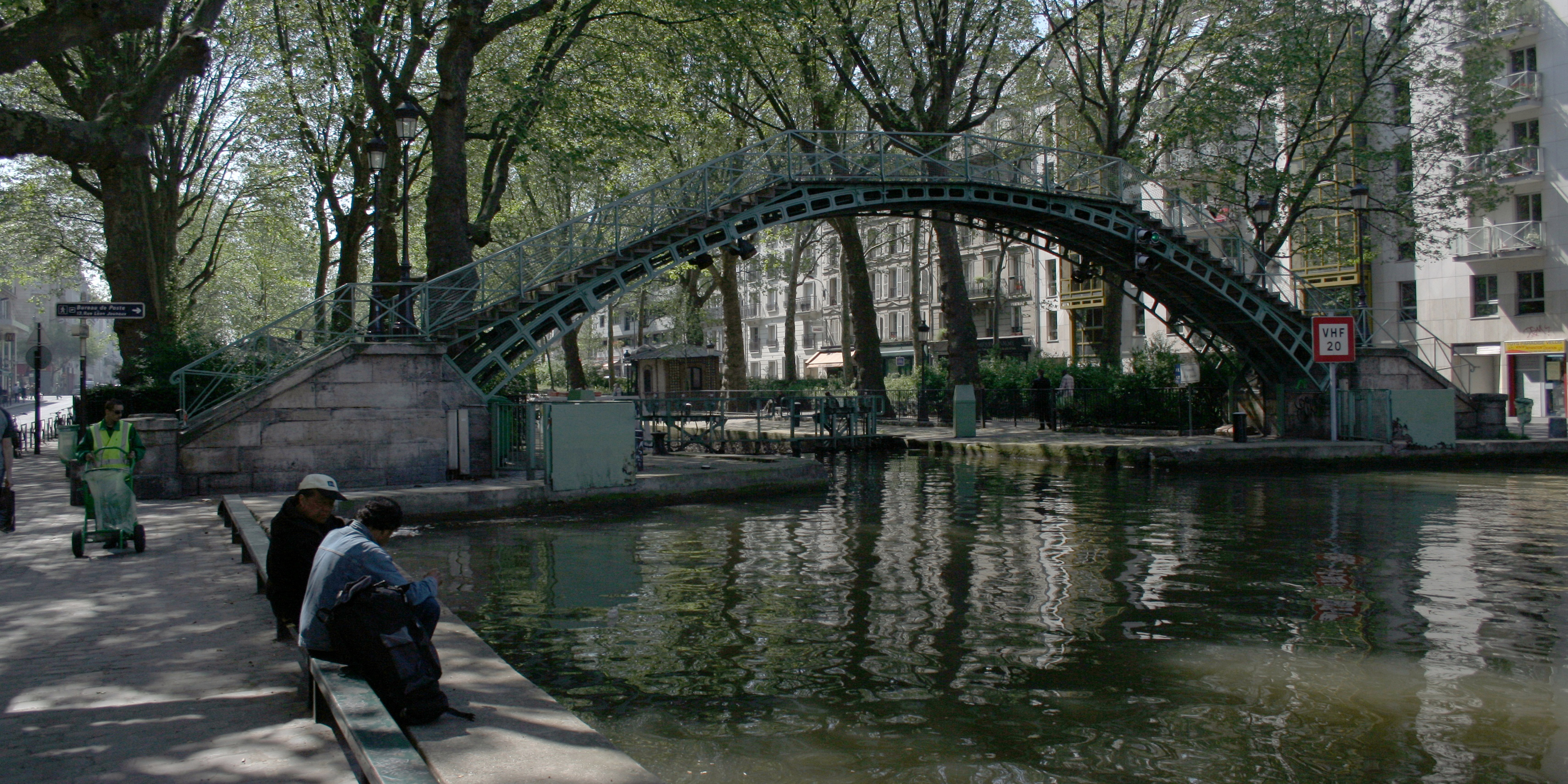
Cầu Douanes trên kênh Saint-Martin

| Kênh Ourcq |
| - Cầu kênh Ourcq - Cầu của đại lộ vành đai - Cầu của đại lộ Macdonald - Cầu đi bộ công viên La Villette - Cầu phố Ourcq - Cầu phố Crimée |
| Kênh Saint-Martin |
| - Cầu phố Louis Blanc - Cầu Bichat - Cầu xoay Grange aux Belles - Cầu Richerand - Cầu Alibert - Cầu xoay phố Dieu - Cầu Douanes          |

| Kênh Saint-Denis                                                                      |
| - Cầu của đại lộ vành đai - Cầu của đại lộ Macdonald - Cầu của đại lộ Corentin-Cariou |
| Kênh Arsenal                                                                          |
| - Cầu de Mornay - Cầu Morland - Cầu tàu điện ngầm Morland                             |

## Các cây cầu cho người đi bộ
Thành phố Paris có rất nhiều cây cầu dành riêng cho người đi bộ. Một vài trong số đó bắc qua sông Seine, như Pont des Arts, Debilly..., một số khác bắc qua các dòng kênh và một vài cầu trong công viên không bắc qua dòng nước nào.

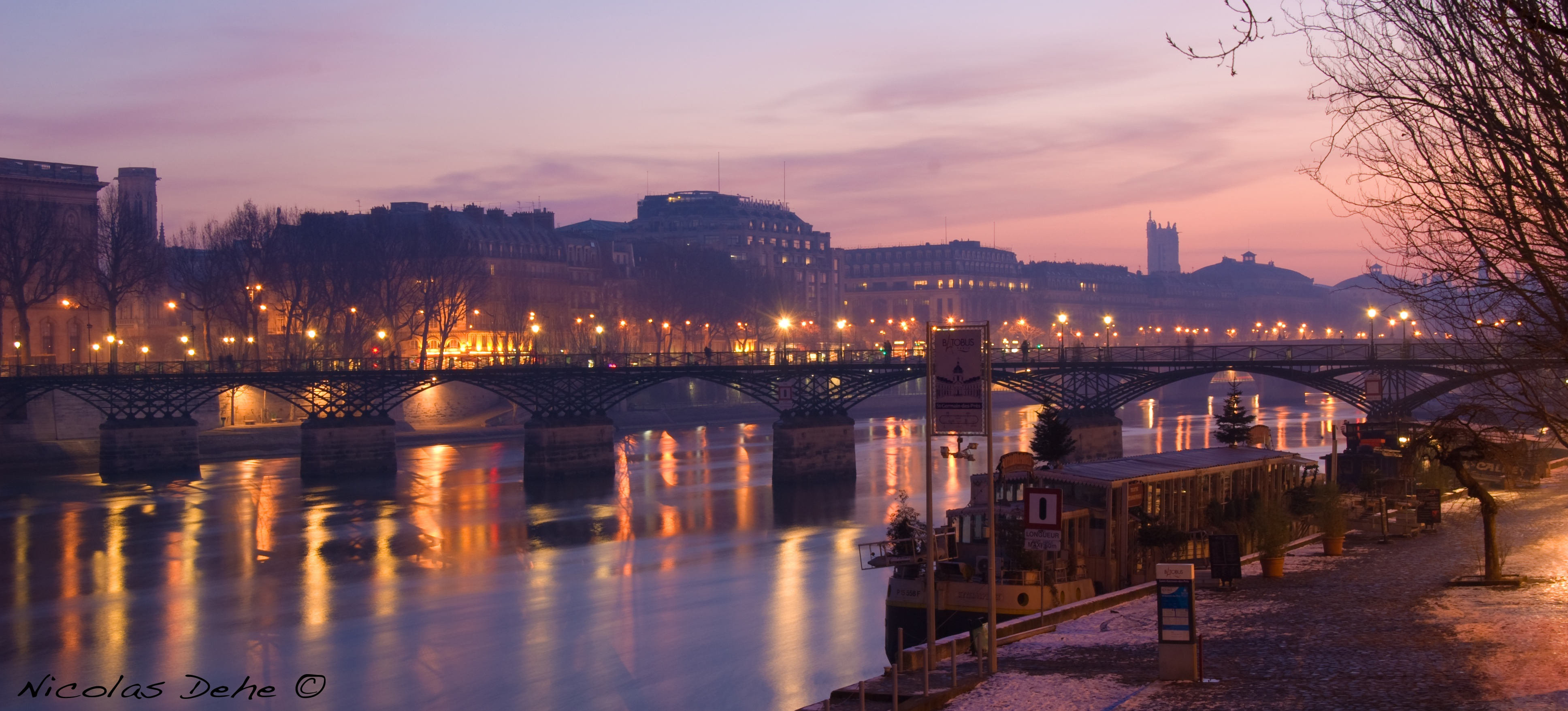
Pont des Arts, câu cầu đi bộ bắc qua sông Seine

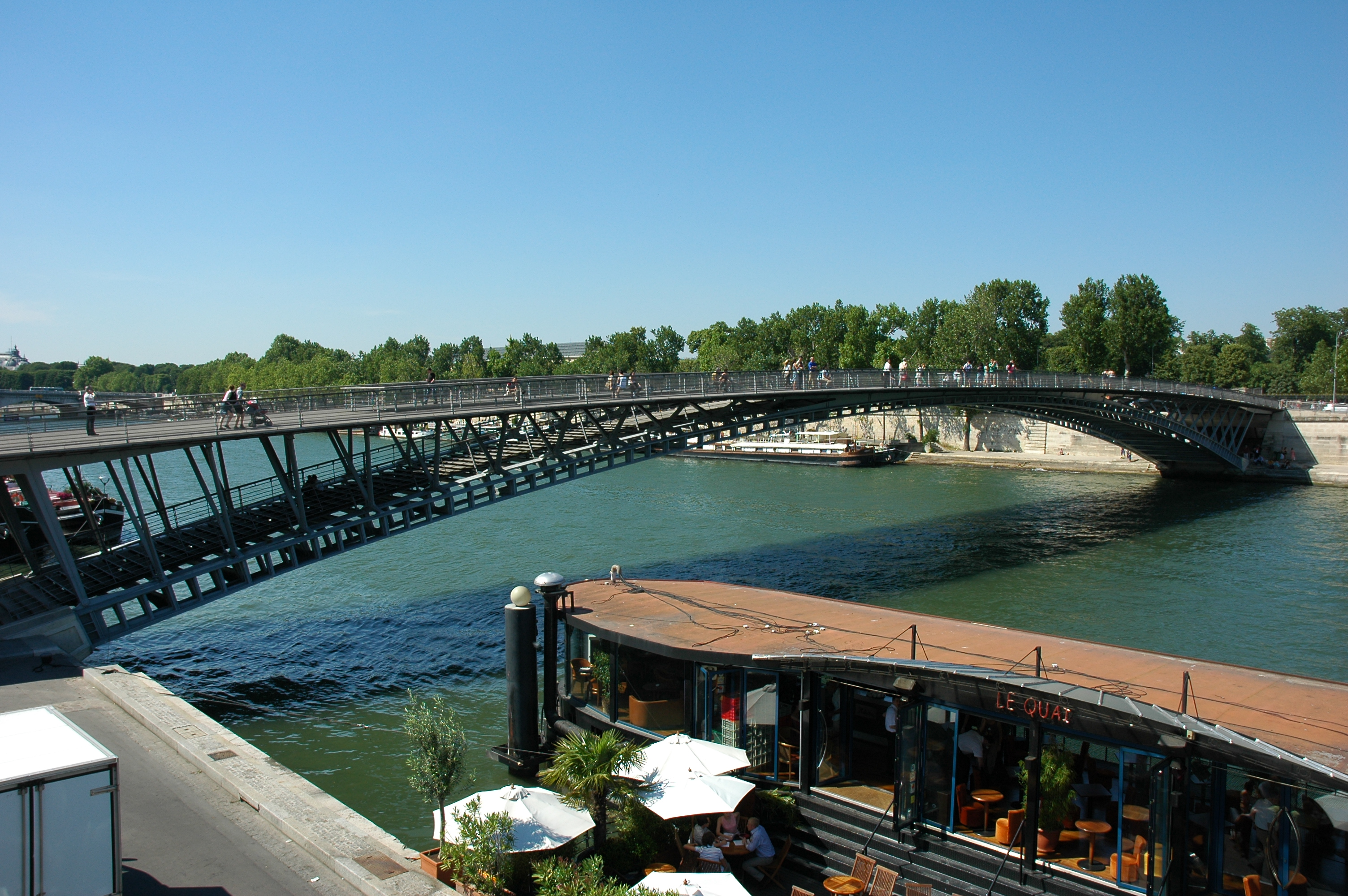
Léopold-Sédar-Senghor mới xây lại năm 1999

| Quận 1 |
| - Cầu Baillet - Cầu Tuileries |
| Quận 4 |
| - Cầu Hôtel-de-Ville |
| Quận 6 |
| - Pont des Arts |
| Quận 7 |
| - Cầu Bac - Cầu Debilly - Cầu Léopold-Sédar-Senghor |
| Quận 9 |
| - Cầu Cristal - Cầu Crimée - Cầu Le Peletier - Cầu Mogador - Cầu phố Provence - Cầu Sainte-Cécile                                                                                     |
| Quận 10 |
| - Cầu phố Maubeuge |
| Quận 12 |
| - Cầu Arsenal - Cầu Meuniers - Cầu Reuilly - Cầu Picpus |
| Quận 13 |
| - Cầu Quai de la Gare - Cầu Corvisart - Cầu Alésia - Cầu Commandant René Mouchotte - Cầu Gergovie - Cầu Vercingétorix - Cầu Alain - Cầu Jean Zay - Cầu Arts et Métiers - Cầu Cambodge |

| Quận 15 |
| - Cầu Bargues - Cầu Capitaine Ménard - Cầu Ernest Renan - Cầu phố Ing. Robert - Cầu Leblanc - Cầu Procession - Cầu Tuileries - Cầu Quatre frères Peignot |
| Quận 16 |
| - Cầu Alboni - Cầu Avre - Cầu Géo André - Cầu Suzanne Lenglen                                                                                            |
| Quận 17 |
| - Cầu phố Juliette Lamber |
| Quận 18 |
| - Cầu phố Belhomme |
| Quận 19 |
| - Cầu Ardennes - Cầu Crimée - Cầu Hautpoul - Cầu Moselle - Cầu Rond Point                                                                                |
| Quận 20 |
| - Cầu Mare - Cầu Lambeau |

## Những cây cầu khác
Paris còn có nhiều cây cầu khác không bắc qua dòng nước nào. Ở quận 10, phố La Fayette và phố Aqueduc chạy phía trên các đường của nhà ga Gare de l'Est. Ở ranh giới quận 5 và quận 13, đại lộ Port-Royal cũng bắc qua phố Broca và phố Pascal. Tại quận 18, phố Caulaincourt chạy trên nghĩa trang Montmartre. Quận 20, phố Charles-Renouvier bắc qua phố Pyrénées. Quận 8, phố Rocher vượt trên phố Madrid.
Hai tuyến tàu điện ngầm số 2 và số 6 nhiều đoạn chạy ngoài trời, trên các cầu cạn. Tương tự, RER C cũng chạy trên cầu cạn cạnh đường kè André-Citroën. Trong các công viên Buttes-Chaumont, Reuilly, có nhiều cây cầu nhỏ dành riêng cho người đi bộ.